# Križarka
Krížarka je hitra, oklepljena in dobro oborožena vojna ladja, ki lahko predstavlja jedro pomorske bojne skupine, a je tudi primerna za samostojno delovanje. Križarke so bile v zgodovini namenjene tudi zaščiti pomembnih ladij, predvsem letalonosilk, prevoznih ladij, pa tudi večjih bojnih ladij.

## Križarke skozi zgodovino
- Križarke pred prvo svetovno vojno
- Križarke prve svetovne vojne
- Križarke druge svetovne vojne
- Sodobne križarke